# Enfrentamientos entre Batwa y Luba

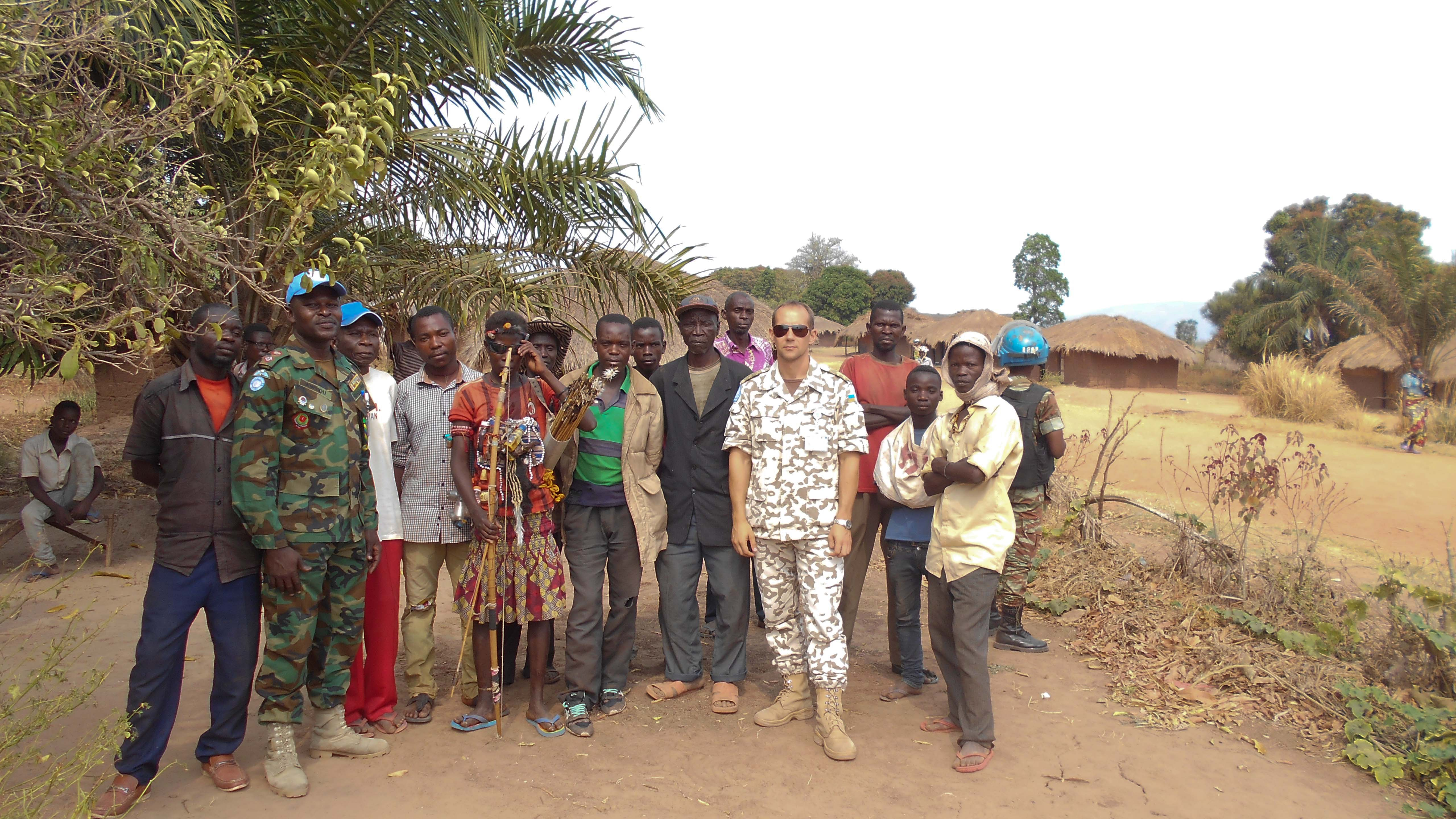
Milicianos bantúes con observadores de la MONUSCO, Mulonge, territorio de Kalemie, 2017.

Los enfrentamientos batwa-luba fueron una serie de enfrentamientos en la República Democrática del Congo (RDC) entre el pueblo pigmeo batwa y el pueblo luba que comenzaron a partir de 2013.

## Trasfondo
Los batwa pigmeos, regionalmente también llamados Bambuti o Bambote, a menudo son explotados y supuestamente esclavizados por los luba y otros grupos bantúes. Si bien el pigmeo nunca se organizó militarmente para resistir, a partir de la Primera Guerra del Congo, el líder rebelde Laurent-Désiré Kabila, quien ganó la guerra, organizó a los twa en grupos paramilitares para que sirvieran de apoyo. Su hijo, Joseph Kabila, quien lo sucedió, usó estas milicias en la segunda guerra del Congo contra sus opositores predominantemente de la etnia Luba.

## Curso del conflicto
En la provincia de Tanganica, en la parte norte de la antigua provincia de Katanga, a partir de 2013, los pigmeos batwa se agruparon en milicias, y atacaron las aldeas luba. En el territorio de Nyunzu, los cazadores-recolectores pigmeos se organizaron en milicias por primera vez en la historia conocida. Una milicia luba conocida como "Elements" respondió al ataque, matando al menos a 30 personas en el campamento de personas desplazadas "Vumilia 1" en abril de 2015. Desde el comienzo del conflicto, cientos han sido asesinados y decenas de miles han sido desplazados de sus hogares. Las armas utilizadas en el conflicto suelen ser flechas, hachas y machetes, en lugar de pistolas.
En octubre de 2015, los líderes pigmeos y luba firmaron un acuerdo de paz para poner fin al conflicto. En septiembre de 2016, las Naciones Unidas junto con las autoridades provinciales establecieron consejos locales llamados "baraza" para abordar los reclamos, ayudando a reducir la violencia. Sin embargo, los enfrentamientos se intensificaron a fines de 2016 cuando el gobierno trató de aplicar un impuesto a las orugas que los batwa cosechan como fuente principal de ingresos para venderlas en la capital, Kinshasa. Por otra parte, los militares intentaron arrestar a un señor de la guerra twa. Ambos eventos dieron lugar a una reacción violenta y a la propagación de la lucha. Las milicias twa también comenzaron a atacar a los tutsis, otro grupo bantú, sacrificando su ganado.
Un alto el fuego negociado por las Naciones Unidas en febrero de 2017 fracasó y la violencia continuó. El Comité Internacional de Rescate dijo que más de 400 aldeas fueron destruidas entre julio de 2016 y marzo de 2017. En agosto de 2017, los enfrentamientos se intensificaron después de que Batwa atacara a un grupo de luba cerca de Kalemie; en el transcurso de los siguientes combates murieron unas 50 personas, la mayoría de ellas luba. Los combatientes batwa también atacaron con flechas un convoy de la MONUSCO. Varios Cascos Azules resultaron heridos, aunque aun así optaron por no devolver el fuego.
A fines de 2017, la economía de Tanganica se había deteriorado severamente, mientras que los campos ya no se podían cosechar. Como resultado, la desnutrición se propagó entre los que habían huido, así como entre los que se quedaron en sus casas. Sin embargo, la lucha abierta había cesado en gran medida a principios de 2018, aunque ambos bandos aún seguían acusándose mutuamente.
El 5 de junio de 2020, la Asamblea Nacional aprobó un proyecto de ley para reconocer los derechos de los pueblos indígenas, incluidos los Batwa.